# Holdfast Point
Der Holdfast Point ist eine Landspitze an der Loubet-Küste des Grahamlands auf der Antarktischen Halbinsel. Sie markiert rund 19 km südwestlich des Kap Rey die östliche Begrenzung der Einfahrt vom Crystal Sound zum Lallemand-Fjord.
Kartografisch erfasst wurde sie mittels Luftaufnahmen des Falkland Islands and Dependencies Aerial Survey Expedition von 1956 bis 1957. Das UK Antarctic Place-Names Committee benannte sie 1959 so, da dort Eismassen, die aus dem Lallemand-Fjord ausströmen, längere Zeit festgehalten werden.